# Грінвілл (Вісконсин)
Грінвілл (англ. Greenville) — місто (англ. town) в США, в окрузі Автаґемі штату Вісконсин. Населення — 12 687 осіб (2020).

## Демографія
Згідно з переписом 2010 року, у місті мешкало 10 309 осіб у 3631 домогосподарстві у складі 2971 родини. Було 3722 помешкання
Расовий склад населення:
| - 95,9 % — білих - 0,9 % — азіатів - 0,4 % — корінних американців - 0,3 % — чорних або афроамериканців - 1,7 % — осіб інших рас |

До двох чи більше рас належало 0,7 %. Частка іспаномовних становила 3,6 % від усіх жителів.
За віковим діапазоном населення розподілялося таким чином: 29,7 % — особи молодші 18 років, 62,6 % — особи у віці 18—64 років, 7,7 % — особи у віці 65 років та старші. Медіана віку мешканця становила 36,7 року. На 100 осіб жіночої статі у місті припадало 100,9 чоловіків;  на 100 жінок у віці від 18 років та старших — 100,0 чоловіків також старших 18 років.
Середній дохід на одне домашнє господарство  становив 102 613 долари США (медіана — 96 419), а середній дохід на одну сім'ю — 109 763 долари (медіана — 100 731). Медіана доходів становила 65 967 доларів для чоловіків та 50 332 долари для жінок. За межею бідності перебувало 3,2 % осіб, у тому числі 4,5 % дітей у віці до 18 років та 1,6 % осіб у віці 65 років та старших.
Цивільне працевлаштоване населення становило 6160 осіб. Основні галузі зайнятості: виробництво — 29,9 %, освіта, охорона здоров'я та соціальна допомога — 18,9 %, науковці, спеціалісти, менеджери — 11,3 %, роздрібна торгівля — 10,3 %.